# Mordella comptei
Mordella comptei es una especie de coleóptero de la familia Mordellidae.

## Distribución geográfica
Es endémica de La Gomera, Islas Canarias (España).